# 雅瓜里乌纳
雅瓜里乌纳是巴西圣保罗州的一个市镇。总面积142.437平方公里，总人口41107人，人口密度288.6人/平方公里。